# Wihtred
Wihtred (auch Wihtræd, Wyhtred, Wythred, Wigtred, Wihtgar, Uictred, Uihtred oder Uuihtred; * um 670; † 23. April 725) war von 690/691 bis zu seinem Tod König des angelsächsischen Königreiches Kent. Er stammte aus der Dynastie der Oiscingas.

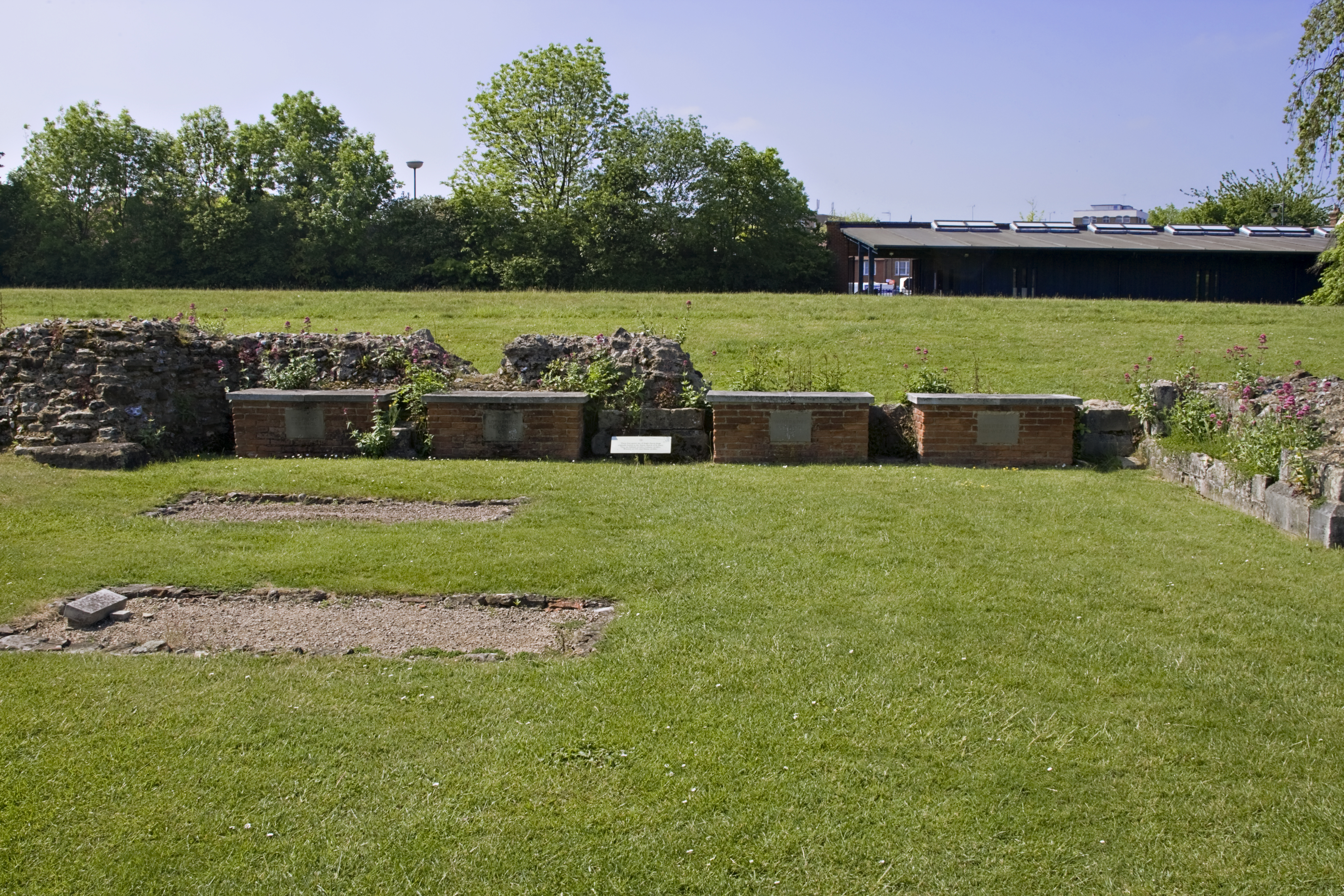
Die Gräber der kentischen Könige Eadbald († 640), Hlothhere († 685), Wihtred († 725) und Mul († 687) in der Abtei St. Augustinus (von links nach rechts)

## Familie
Der angelsächsische Name Wihtred besteht aus den Elementen wiht für „Kampf“ und rēd / rǣd, welches ein Bedeutungsspektrum von „Rat, Beratung, Entschluss, Befehl“ über „Weisheit, Vernunft, Sinn“ und „Gewinn, Nutzen, Wohltat, Glück“ bis hin zu „Hilfe, Macht“ abdeckt.
Er war ein Sohn König Ecgberhts I. (664–673) und dessen Frau, deren Name unbekannt ist. Sein Bruder Eadric war von 685 bis 686 kurzfristig ebenfalls König von Kent. Möglicherweise war auch Eormenhild („Hermelinda“), die angelsächsische Frau des Langobardenkönigs
Cunincpert, seine Schwester.
Wihtred war dreimal verheiratet. Um 694 ist Cynegyth als coniunx („Gattin, Ehefrau“) belegt. Sie war die erste Frau, die eine angelsächsische Charta als Zeugin unterschrieb, obwohl Landübereignungen an Frauen auch vorher vorkamen. Wihtreds Akzeptanz von Frauen in öffentlichen Angelegenheiten stellte eine Neuerung dar. Eine zweite Ehe mit Æthelburg, die ebenfalls als coniunx bezeichnet wurde, bestand um 697. Möglicherweise wurde Æthelburg verstoßen und starb als Nonne im Kloster Lyminge. Seine dritte Ehe mit Wærburg, der Mutter seines Sohnes Ealric, ist durch eine Charta, die zwischen 699 und 716 ausgestellt wurde, dokumentiert. Alle drei Frauen trugen den Titel regina („Königin“). Er hatte zwei weitere Söhne, Æthelberht II. und Eadberht I., doch ist unbekannt, welche der Königinnen ihre Mutter war.

## Herrschaft

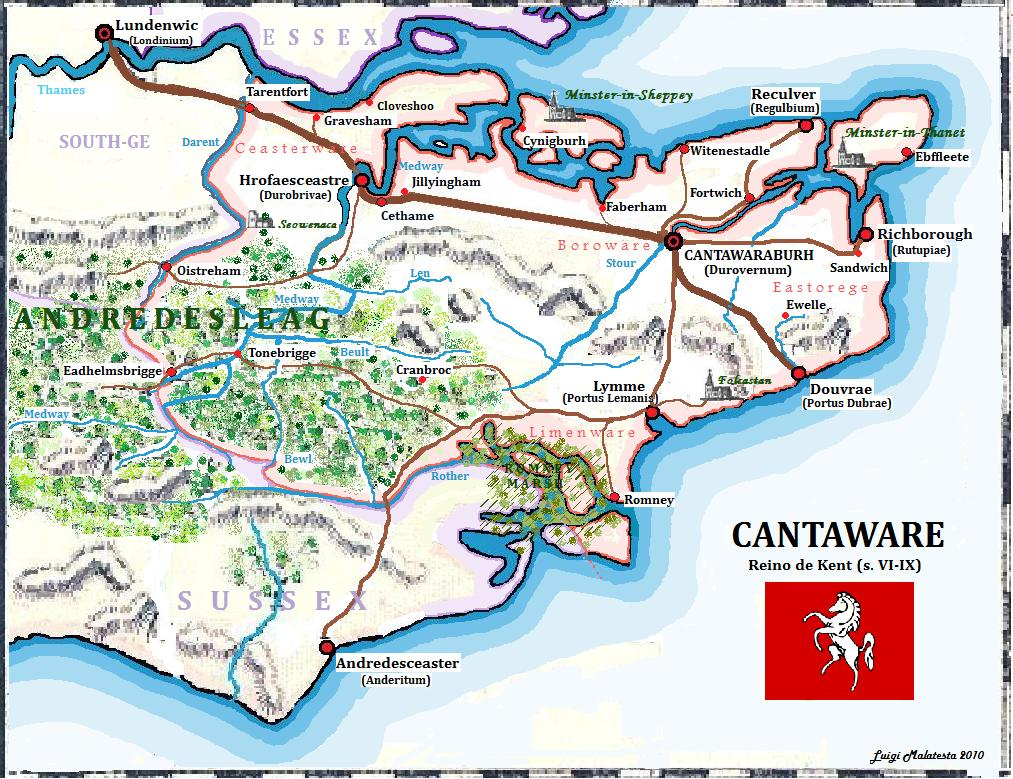
Kent in angelsächsischer Zeit

### Geschichtliches Umfeld und Thronbesteigung
Im Jahr 686 eroberten Caedwalla, der König von Wessex, und sein Bruder Mul im Bündnis mit König Sighere von Essex Kent. Caedwalla setzte daraufhin seinen Bruder Mul als Unterkönig in Kent ein. Damit begann eine Reihe von reges dubii vel externi („zweifelhafte und ausländische Könige“), die zwischen 686 und 690/691 in Kent herrschten. Im Jahr 687 brach eine Rebellion aus, in deren Verlauf Mul und zwölf seiner Anhänger verbrannt wurden. Es folgte der durch Æthelred von Mercia protegierte Oswine, der von seinen Zeitgenossen offenbar nicht als rechtmäßiger König angesehen wurde.
690 oder 691 stürzte Wihtred, der Bruder des letzten „rechtmäßigen“ Königs Eadric, seinen Verwandten Oswine vom Thron und herrschte seitdem über den Osten Kents. Der Westen Kents verblieb allerdings unter der Oberherrschaft von Essex und wurde von Swæfheard (687/688–692/694), dem Sohn von König Sebbi, verwaltet. Wihtred war nach einer Reihe sehr kurzlebiger Regierungen wieder eine längere Amtszeit beschert. Wihtred war Analphabet (ignorantia litterarum) und unterzeichnete seine Urkunden mit einem Kreuz.

### Wiedervereinigung Kents
Vermutlich unternahm Wihtred zwischen 692 und 694 einen Feldzug gegen Mercia und Essex, vertrieb Swæfheard, der aus den Quellen verschwand, rückte über die Themse vor und wurde alleiniger Herrscher. Sein Einfluss erstreckte sich wohl auch über Teile von Essex und stand dem seiner Vorgänger vor 686 nicht nach. Er war nicht nur in militärischen und finanziellen Angelegenheiten ein geschickter Herrscher, sondern verstand sich auch auf die Diplomatie: Im Jahr 694 schloss Wihtred mit Wessex Frieden und zahlte 30.000 pæneġas (siehe: Penny; etwa 37,5 kg Silber) als Wergeld für Mul an Ine von Wessex.
Wihtred unterhielt gute Beziehungen zur Kirche und stärkte deren Rechte. So verbot er 694 auf der Synode von Baccanceld (Bapchild bei Sittingbourne) Eigenkirchen und überließ die Investitur den Geistlichen. Das Christentum war zwar in den 100 Jahren seit der Ankunft des Missionars Augustinus von Canterbury zur dominierenden Religion Kents geworden, doch waren die „alten Bräuche“ des Volkes im Verborgenen noch lebendig.

### Gesetzgebung
Wihtred erließ in Berghamstyde (vermutlich Bearsted bei Maidstone) wohl im September 695, wie bereits seine Vorgänger Æthelberht (um 602/603) sowie Hlothhere und Eadric (um 683) Gesetze in altenglischer Sprache. Sprachlich weist der Gesetzestext einige Archaismen auf, die bereits in Æthelberhts Gesetzen gebräuchlich waren. Andererseits zeigen Vokalverschiebungen einen Sprachwandel im 7. Jahrhundert deutlich auf. Einige Besonderheiten in der Orthographie lassen den kentischen Dialekt erkennen.
An der Gesetzgebung waren neben Wihtred auch Beorhtwald, der Erzbischof von Canterbury, Gebmund, der Bischof von Rochester, weitere geistliche Würdenträger und der Witenagemot beteiligt. In dem Gesetz wurden die Steuerfreiheit der Kirchen, ungesetzliche Ehen, Eidesleistungen, Verbot der Sonntagsarbeit, Missachtung der Fastenzeit, heidnische Opfer usw. geregelt. In 24 der insgesamt 28 Paragraphen wurden Kirchliche Belange behandelt. Eine Abschrift der Gesetze blieb im Textus Roffensis aus dem frühen 12. Jahrhundert erhalten.

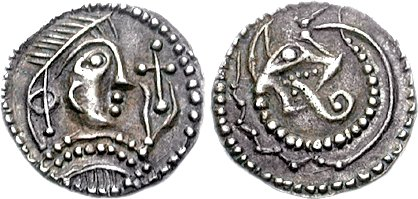
Silber-Sceat der Serie K Typ 32a, geprägt zwischen 720 und 740 in Kent

### Münzreform
Mit der Vereinigung von Ost- und Westkent hatte er auch die Kontrolle über große Teile der englischen Silberproduktion erlangt, wodurch in den nächsten Jahren die Münzprägungen nördlich der Themse zurückgingen. Die Münze in Dorchester-on-Thames (Mercia) scheint sogar geschlossen worden zu sein. Die Münze von London (Essex) verlor an Bedeutung und ahmte kentische Prägungen nach, während Kent eine Münzreform durchführte und neue Münztypen erschienen. Der alte thrysma (Tremissis) wurde 694 zum letzten Mal geprägt und vom sceat (Plural: sceattas; dt.: „Schatz, Geld, Besitz, Reichtum“) mit einem Feingehalt von 920 bis 950 ‰ abgelöst.

### Tod und Nachfolge
Am 23. April 725 starb Wihtred. Er wurde in der Abteikirche „Peter und Paul“ in Canterbury beigesetzt. Die Nachfolge wurde so geregelt, dass von den drei Söhnen Æthelberht II., Eadberht I. und Ealric Æthelberht als ältester Sohn eine Art Oberkönigtum erhielt, Eadberht erhielt den Westen Kents, während Ealric, der wohl bald darauf starb, untergeordneter Mitkönig wurde.